# Broncos de Swift Current
Pour les articles homonymes, voir Broncos.
Les Broncos de Swift Current sont une franchise de hockey sur glace junior-majeur du Canada, localisée à Swift Current dans la province du Saskatchewan et évoluant au sein de la Ligue de hockey de l'Ouest.

## Histoire
L'équipe débute en 1967 et au bout de 7 saisons, les Broncos déménagent à Lethbridge pour devenir les Broncos de Lethbridge. Le club revient cependant à Swift Current en 1986.
Le 30 décembre 1986, l'autobus des Broncos subit un grave accident sur la route amenant l'équipe à Regina pour un match contre les Pats. Quatre joueurs sont tués,. Leurs numéros sont retirés par l'équipe par la suite. Le reste de l'équipe termine néanmoins la saison.
En 1996, l'équipe est au centre d'une controverse lorsque Sheldon Kennedy accuse l'ancien entraîneur-chef des Broncos Graham James d'avoir sexuellement abusé de lui au cours de son séjour avec l'équipe.